# Madball
Madball ist eine aus New York stammende und 1988 gegründete Hardcore-Band, die stilbildend für spätere Metalcore-Gruppen war. Madball zählt zusammen mit Agnostic Front und Sick of It All zu den gegenwärtig bedeutendsten Vertretern des New York Hardcore. Sänger Freddy Cricien ist der Halbbruder von Agnostic-Front-Sänger Roger Miret.

## Geschichte

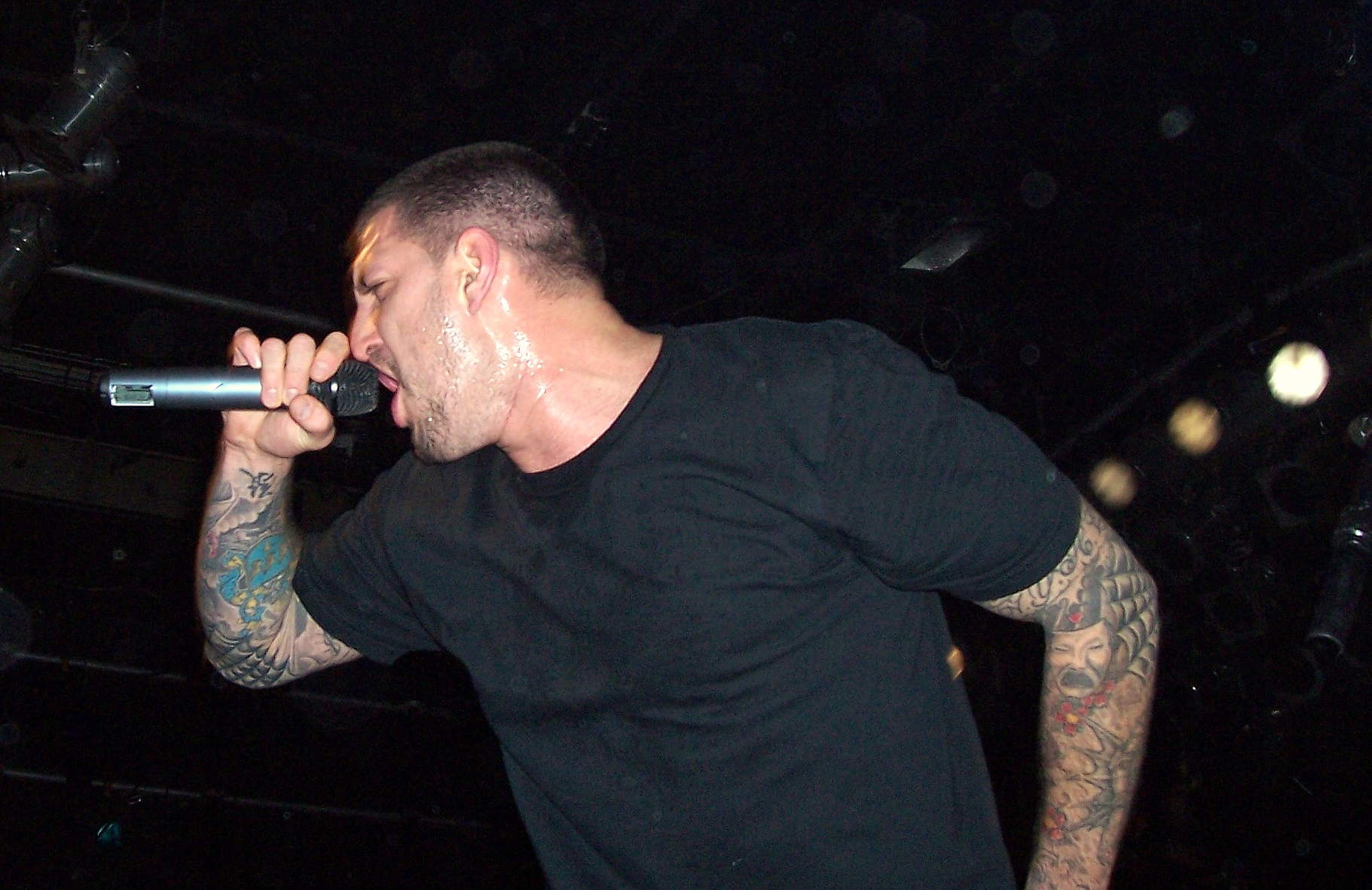
Freddy Cricien 2004 bei einem Konzert in Berlin

Madball wurde 1988 von Freddy Cricien, der zu diesem Zeitpunkt erst zwölf Jahre alt war, gegründet. In der Anfangsbesetzung spielten noch die damaligen Mitglieder von Agnostic Front in den übrigen Rollen: So wurde Roger Miret Bassist, Vinnie Stigma, der Gitarrist von Agnostic Front, übernahm auch bei Madball diese Rolle und das Schlagzeug wurde durch Will Shepler besetzt, der auch bei Agnostic Front dieses Instrument spielte. Die Band spielte anfangs hauptsächlich Material der großen Schwesterband und war lediglich regional tätig.
Ein Jahr nach der Gründung veröffentlichte die Band ihre erste EP mit dem Titel Ball of Destruction. Nachdem mit Matt Henderson ein zweiter Gitarrist zu der Band stieß, wurde 1992 mit Droppin’ Many Suckers die zweite EP veröffentlicht.
Im Jahr darauf verließ Roger Miret die Band und wurde durch Jorge Guerra ersetzt. Das erste Album der Band, Set It Off, erschien in dieser neuen Besetzung 1994 auf Roadrunner Records, 1996 folgte das Album Demonstrating My Style. Während dieser Zeit etablierte sich die Band zunehmend in der New Yorker Hardcore-Szene und zählte fortan zu deren festen Größen. Im 1995/1996 produzierten und 1999 veröffentlichten Dokumentarfilm N.Y.H.C. über den New York Hardcore wirkte u. a. auch Madball mit. Und nach einem weiteren Besetzungswechsel (John Lafatta ersetzte Walter Ryan am Schlagzeug, der selbst wiederum zwischenzeitlich für Will Shepler eingesprungen war) erschien 1998 das nächste Album Look My Way.
Nach der Veröffentlichung eines weiteren Albums mit dem Titel Hold It Down im Jahre 2000 – diesmal auf Epitaph Records – legte die Band 2001/2002 eine mehrmonatige Pause ein. Anschließend wurde die Besetzung abermals geändert: Mitts (zuvor bei Skarhead) übernahm die Gitarre und Rigg Ross (zuvor bei Hatebreed) spielte am Schlagzeug. In dieser Konstellation veröffentlichte die Band die Alben Legacy (2005, Ferret Music/Roadrunner Records) und Infiltrate the System (2007, Ferret Music/I Scream Records), 2004 die EP N.Y.H.C. sowie bereits 2003 die Kompilation The Best of Madball.
2009 wechselte Rigg Ross zu Skarhead, weshalb das Schlagzeug erneut umbesetzt werden musste. Ben Dussault übernahm nun diese Rolle, wurde aber bald durch Jay Weinberg ersetzt. In dieser Besetzung wurde das im Oktober 2010 auf Good Fight Music und Nuclear Blast erschienene Album Empire aufgenommen. Im September, noch vor Veröffentlichung dieses Albums, wurde Weinberg aufgrund persönlicher Konflikte entlassen und durch Igor Wouters von Born from Pain ersetzt. Seit 2012 ist Mike Justian (ex-Unearth), der seit 2011 mit der Band tourte, festes Bandmitglied am Schlagzeug.
Im Juni 2012 erschien mit Rebellion die neueste EP der Band zunächst als Download. Im Herbst folgte auch eine Version auf Schallplatte. Das Album Hardcore Lives erschien im Jahr 2014. Im Oktober 2017 verließ Gitarrist Brian Daniels nach 16 Jahren die Band. Temporärer Ersatz fand sich im ehemaligen Bandgitarristen Matt Henderson, der auch auf dem 2018 erschienenen Album For the Cause zu hören ist. Im Januar 2019 wurde der zuvor schon als Livegitarrist für die Band tätige Mike Gurnari als neues festes Mitglied vorgestellt.
2023 verließ Bassist Guerra nach 30 Jahren die Band. In einem Podcast erläuterte er, dass die Band in seinen Augen „zu sehr nachgelassen“ habe und „finanziell nicht funktioniert“.

Madball auf dem Festival With Full Force (2018)
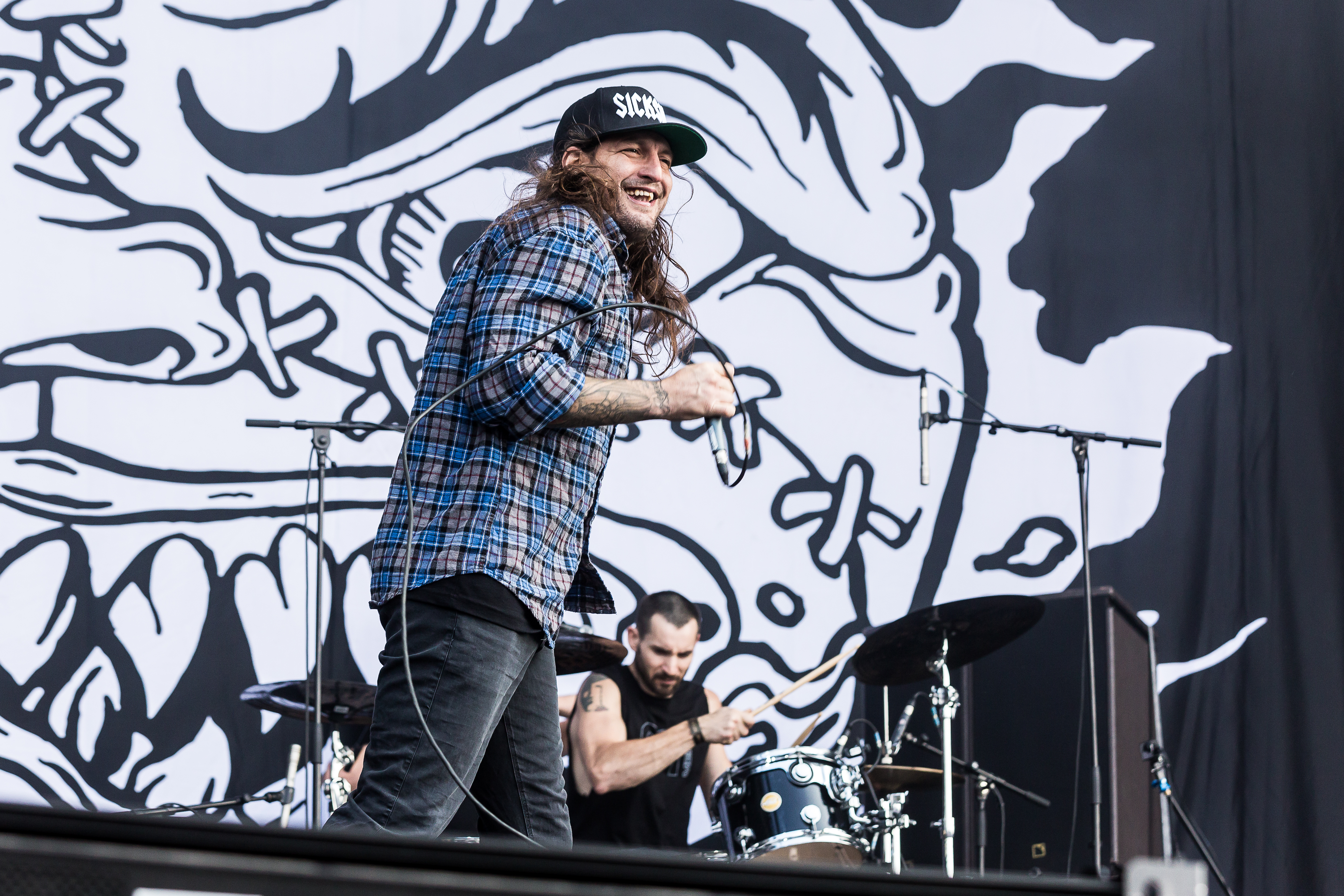
Sänger Freddy Cricien
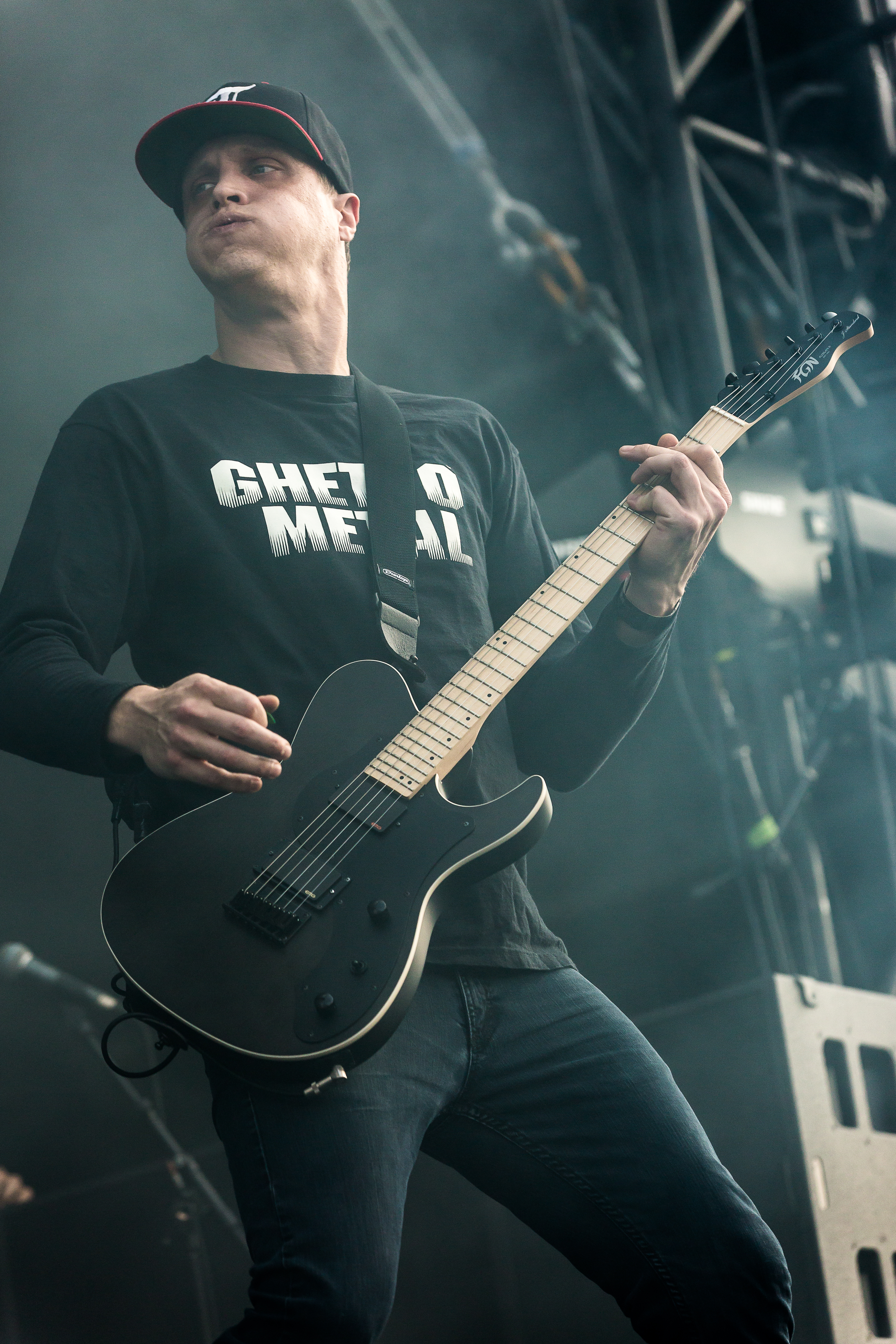
Gitarrist Dominik Stammen
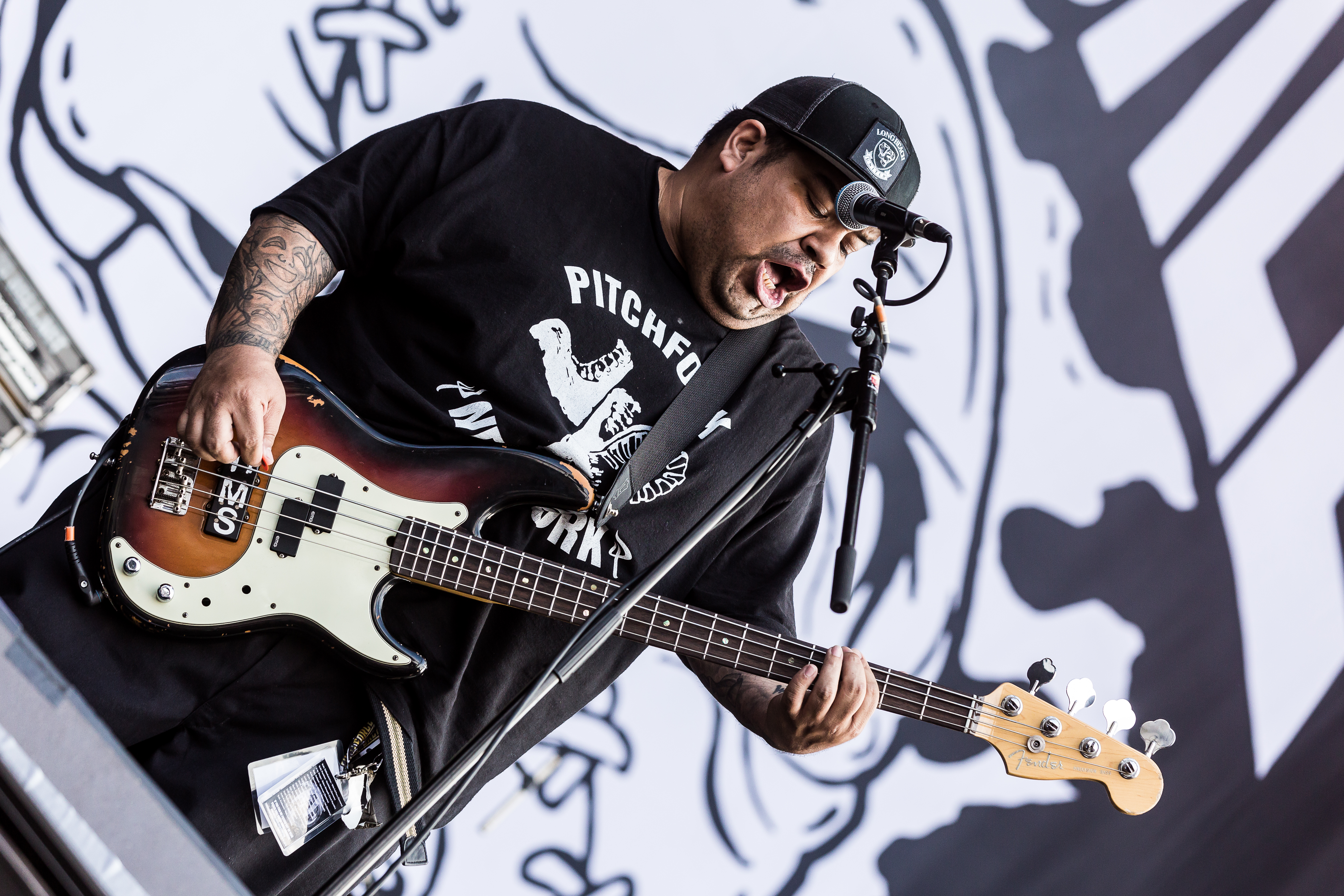
Bassist Jorge Guerra
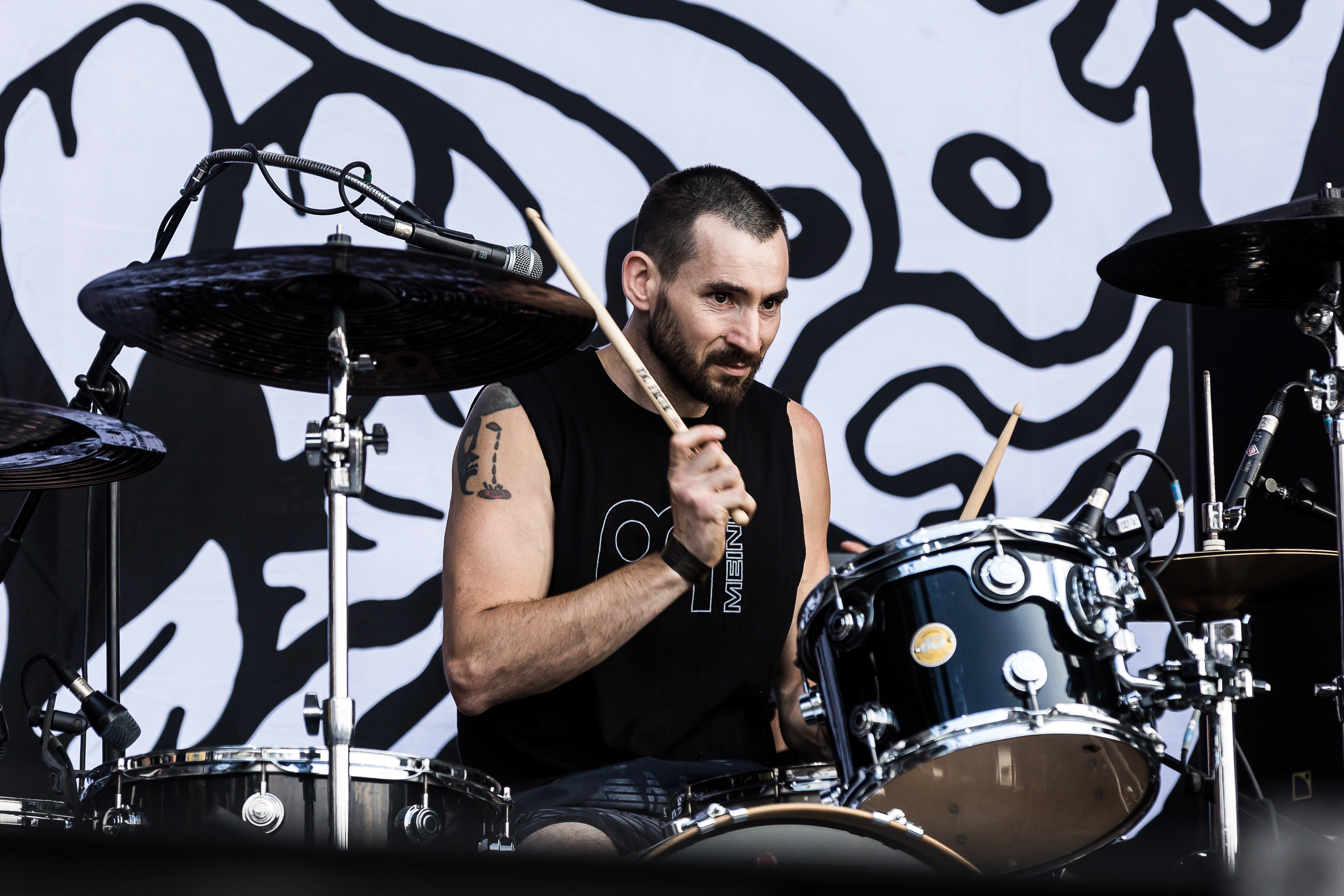
Schlagzeuger Mike Justian

## Stil
Stilistisch ist die Band klar dem New Yorker Hardcore zuzuordnen. Auf neueren Aufnahmen kommen jedoch auch vermehrt Einflüsse des Thrash Metal hinzu.

## Diskografie

### Alben
- 1994: Set It Off (1994, Roadrunner Records)
- 1996: Demonstrating My Style (Roadrunner)
- 1998: Look My Way (Roadrunner)
- 2000: Hold It Down (Epitaph Records)
- 2005: Legacy (Ferret Music/Roadrunner)
- 2007: Infiltrate the System (Ferret Music/I Scream)
- 2010: Empire (Good Fight Music)
- 2014: Hardcore Lives (Nuclear Blast)
- 2018: For the Cause (Nuclear Blast)

### EPs
- 1989: Ball of Destruction (Relativity Records)
- 1992: Droppin' Many Suckers (Wreck-Age)
- 2004: N.Y.H.C. (Thorp Records)
- 2012: Rebellion (Black N Blue)